# Sandåsvallen
Sandåsvallen este o arie protejată (arie specială de conservare — SAC, sit de importanță comunitară — SCI) din Suedia întinsă pe o suprafață de 16,7 ha, integral pe uscat.

## Localizare
Centrul sitului Sandåsvallen este situat la coordonatele 62°32′22″N 12°21′55″E / 62.5395°N 12.3652°E.

## Înființare
Situl Sandåsvallen a fost declarat sit de importanță comunitară în mai 2000 pentru a proteja un număr necunoscut de specii din flora spontană și fauna sălbatică aflate în arealul zonei. Situl a fost protejat și ca arie specială de conservare în decembrie 2009.

## Biodiversitate
Situată în ecoregiunea alpină, aria protejată conține 3 habitate naturale: Pășuni din zone de pădure fino-scandinave, Fânețe montane, Mlaștini alcaline.
La baza desemnării sitului se află un număr nedeclarat de specii protejate.